# Мікрометеорит
Мікрометеорит є часточка породи що має неземне походження, зібрана на поверхні Землі та варіює в розмірі від 50 мкм до 2 мм. Мікрометеорити є за своїм походженням мікрометеороїдами, які не згоріли в Земній атмосфері. Їхня різниця від метеоритів полягяє в маленькому розмірі, в їхній чисельній перевазі, різноманітності складу, будучи за походженням різновидом міжпланетного космічного пилу. Мікрометеорити входять у земну атмосферу з великими швидкостями (щонайменше 11 км/с) та розігріваються через атмосферне тертя. Деякі мікрометеорити мають вагу між 10−9—10−4 г та є важливим джерелом надходження позаземної матерії, яка наявна на Землі на теперішній час. Першим вжив термін «Мікрометеорит» Фред Лоуренс Віппл, як опис часточок розміром з пил, які досягли поверхні Землі.

## Вступ
Текстура та склад мікрометеоритів є варіабельною, в залежності від походження, ступенем розігрівання що залежить від кута входження в земну атмосферу та їхньої первинної швидкості. Вони явно відрізняються від нерозплавлених часточок та утримують первинний свій мінеральний склад, (Мал. 1 a, b), або частково розплавлений стан (Мал. 1 c, d) до повністю гладких сферул (Мал. 1 e, f, g, h, Мал. 2) де деякі з них втратили свою масу внаслідок випаровування (Мал. 1 i). Під час входження в атмосферу, сферули можуть перекристалізуватись, або навпаки, зберегти первинну кристалічну структуру. Наявність ядра, оточеного силікатною (склоподібною) оболонкою пояснюється різними температурами плавлення. Оплавлені сферули можуть таким чином містити мінерали (метали) включення захищені переплавленою оболонкою, що не є типовим для подрібненої в пісок породи земного походження. Мікрометеорити класифікують за складом і ступенем їхнього розігрівання (обплавлення).

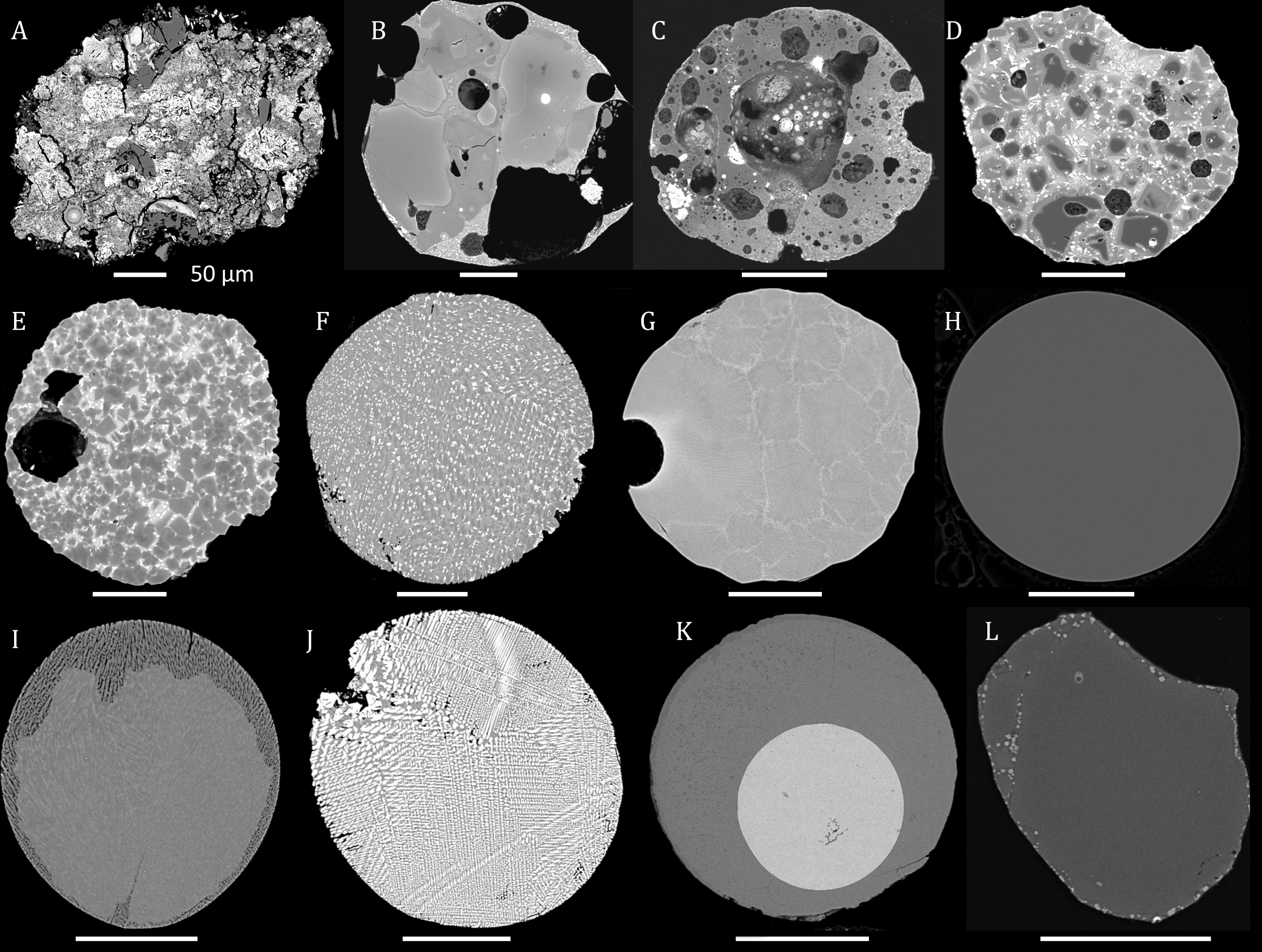
Мал 1. Поперечний переріз різних класів мікрометеоритів по вмісту та шліфуванню. Риски під зображеннями 50 мкм. Округлі сфери можуть бути переплавлені та мати як оригінальну, так і рекристалізовану структуру.

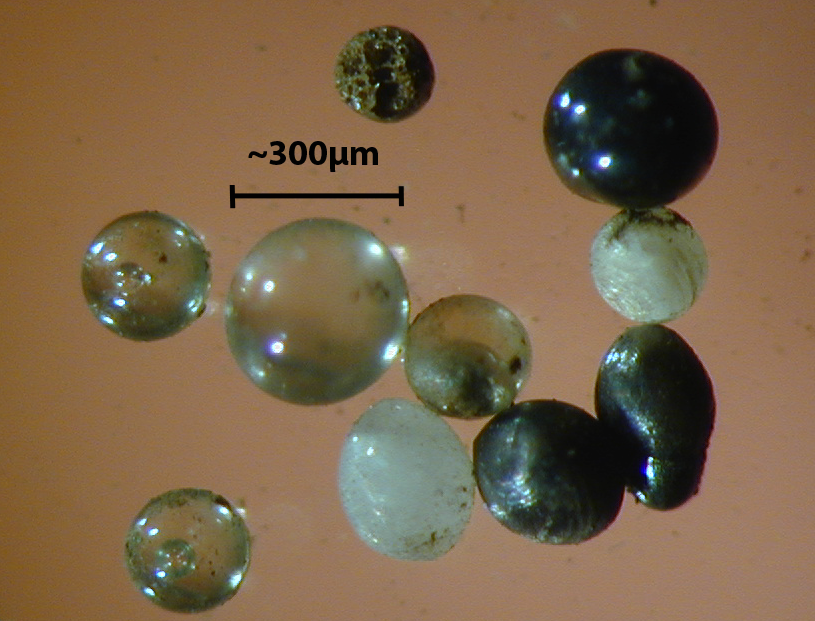
Мал 2. Зображення під світловим мікроскопом кам'яних космічних сферул.

Позаземні походження мікрометеоритів визначаються микроаналізами, які показують, що:
- Метал, який вони містять подібний знайденому в метеоритах[6].
- Деякі містять вюстит, високотемпературний оксид заліза, знайдений у розплавленій оболонці метеоритів[7].
- Співвідношення в силікатних сполуках схоже до того, яке знаходять у метеоритах[8][9].
- Надлишок космогенного (53Mn) у залізних сферулах, та космогенного берилію (10Be), алюмінію (26Al), та сонячного ізотопу неону (20Ne) у мікрометеоритах є позаземним[10][11].
- Факти, такі як наявність надмірної кількості дейтерію в мікрометеоритах, говорять за те, що деякі з них мають походження не з сонячної системи, та можуть бути старшими за її вік[12][13].

Орієнтовно 30 000 ± 20 000 тонн на рік космічного пилу потрапляє в верхні шари атмосфери, проте менше ніж 10 % (2700 ± 1400 тонн/рік) досягає поверхні у вигляді часточок. Тим не менше, сумарна маса мінералів мікрометеоритів, які осаджуються, приблизно в 50 разів більша, ніж маса метеоритів, яка за оцінками становить приблизно 50 тонн/рік. Велика кількість мікрометеоритів, що входить в земну атмосферу щороку (~1017 > 10 мкм) наводить на думку походження мікрометеоритів в пилоутворюючих космічних об'єктів, таких як астероїди, комети, фрагменти Місяця, Марса. Масове дослідження мікрометеоритів може характеризувати про кількісні показники, такі як річні об'єми седиментації, швидкостей входження в атмосферу, ефекти атмосферного тертя, тоді як індивідуальні вивчення мікрометеоритів дають інформацію про походження, природу вуглецю, амінокислот, та інформацію про включення, які мають вік старший за сонячну систему.

## Місця збору
Мікрометеорити були зібрані з глибоководних відкладень, осадових порід і полярних відкладень; нині вони збирають переважно з полярного льоду і снігу. Через їхню низьку концентрацію на поверхні Землі, мікрометеорити шукаються в середовищах, які концентрують їх окремо від земних частинок.

### Океанічні осади
Розплавлені мікрометеорити (космічні сферули) вперше були зібрані з глибоководних відкладень з 1873 по 1876 роки під час експедиції HMS Challenger. У 1891 році Мюррей та Ренард знайшли «дві групи [метеороїдів]» перша, чорні магнітні сферули без або з металевим ядром, друга, коричневі, без металевого ядра, з кристалічною структурою. У 1883 році вони вважали, що знайдений матеріал був неземного походження, з огляду на його перебування далеко від можливих джерел часточок земного походження. Знайдені часточки також не були схожими на ті, які можна було знайти після виплавки металу в печах того часу, а також їхній нікель-залізний склад не нагадував самородне залізо в вулканічних породах. Сферули, які вони знаходили були в найбільших кількостях в повільно осідаючих породах — глинах, причому знайдені були нижче рівня карбонатної компенсації, що наводило на ймовірне метеоритне їхнє походження. На додаток до сфер зі нікель-ферумними ядрами, деякі сфери понад 300 мкм містили також елементи платинової групи.
Після першого збору за часів HMS Challenger, космічні сферули були добуті з океанічних седиментів з проб ґрунту, стовпчикових зразків, виявлені магнітом.

### Наземні осади
Земні відкладення також містять мікрометеорити, вони знайдені були в зразках, що:
- Мають низьку швидкість седиментації, наприклад, глина[22] та коралові відкладення[23][24].
- Є легкорозчинними, як-от відкладення солей[25] та вапняку[26].
- Відсортованими з пустельних[27] берегових пісків[7].

Аматори можуть знаходити мікрометеорити в місцях, де пил та бруд можуть збиратись та концентруватись, наприклад, в зливних ринвах з даху.

### Полярні відкладення
Мікрометеорити, які збирались з полярних снігів, а саме для цього брались сніги в Гренландії мали меншу долю псування та вивітрювання — інтерстиціальне скло мало кращий стан збереження, окрім того, різноманітність мікрометеоритів була більш різноманітною, чим в земних та морських відкладеннях. Окрім снігу, для досліджень також брався кріконіт, антарктичний синій лід, вітрові осади снігу, льодове покриття, дно водяного льодового колодязя, антарктичні осадові уловлювачі та недавній антарктичний сніг.

## Класифікація та походження мікрометеоритів

### Класифікація
Сучасна класифікація мікрометеоритів та метеоритів є складною, перегляд за 2007 рік якої виконано Krot та ін., упорядковує метеоритну таксономію, віднесення метеоритів та мікрометеоритів до будь-якої з груп потребує встановлення елементарної, ізотопочної та текстурної характеристики.

## Позаземні мікрометеорити
Входження значної частки мікрометеоритів у поле інших небесних тіл є одним із факторів формування реголіту (планетарного/місяцевого ґрунту) на інших тілах сонячної системи. За оцінками, приблизні об'єми осаду на Марс становлять від 2700 до 59 000 тонн/рік, тобто, це 1 м товщини покриття Марса кожен мільярд років. Заміри з програми «Вікінг» показали, що марсіанський реголіт є сумішшю 60 % базальтової породи з 40 % часточок мікрометеоритного походження. Більш розріджена марсіанська атмосфера дає змогу вижити великим часточкам здебільшого незміненими. Поріг «виживання» мікрометеоритів через розріджену атмосферу для Марса становить від 60 до 1200 мкм у діаметрі без оплавлення.